# Marius Chindriș
Marius Chindriș (n. 3 martie 1991, Arad, România) este un fotbalist român, care joacă pe post de mijlocaș la Gloria Bistrița Năsăud în Liga a III-a.

#### Profilul lui Marius Chindrișpe Soccerway
- Marius Chindriș pe transfermarkt.de

## Cariera de club
Născut la Arad, Chindriș a făcut parte, timp de șase sezoane, din lotul celor de la UTA – pentru care a fost căpitan în cele două baraje de promovare în Liga I consecutive susținute de arădeni – înainte de a ajunge la Petrolul, iar după despărțirea de „lupi” și-a continuat cariera la Viitorul Șelimbăr, Farul Constanța și CS Mioveni, cu formația argeșeană reușind, în urmă cu două sezoane, să obțină promovarea în primul eșalon. 
A urmat, apoi, reîntoarcerea la Ploiești unde a fost utilizat în 18 jocuri,  care apoi și-a mai trecut în cont o promovare!
În vara anului 2022, Marius Chindriș a semnat cu Corvinul Hunedoara, după ce și-a încheiat contractul cu Petrolul Ploiești grupare cu care a promovat în prima ligă și a semnat o înțelegere valabilă pe două sezoane cu formația din Hunedoara.

## Statistici privind cariera
| Competiții | Competiții                              | Partide | Goluri | Assisturi | Minute per gol | Minute jucate |
| ---------- | --------------------------------------- | ------- | ------ | --------- | -------------- | ------------- |
| Total:     | Total:                                  | 182     | 4      | 1         | 3.356          | 13.423        |
|            | Liga 2                                  | 75      | 3      | -         | 1.814          | 5.441         |
|            | Liga II - Seria II                      | 72      | -      | 1         | -              | 5.373         |
|            | Play-off-ul Ligii 2                     | 10      | -      | -         | -              | 416           |
|            | Liga a II-a - Play-Off-ul Seriei a II-a | 10      | 1      | -         | 900            | 900           |
|            | Play-off-ul L1/L2                       | 8       | -      | -         | -              | 617           |
|            | Cupa României                           | 7       | -      | -         | -              | 676           |
|            | SuperLiga                               | 0       | -      | -         | -              | -             |

Sursă transfermarkt

## Trofee câștigate
A câștigat campionatul Ligii a 2-a în sezonul 2021-2022 cu Petrolul Ploiești.

## Transferuri
| Perioada | A plecat         | A venit            | Valoarea transferului |
| -------- | ---------------- | ------------------ | --------------------- |
| 05/07/22 | Petrolul 52      | Corvinul Hunedoara | Liber de contract     |
| 26/08/21 | Mioveni          | Petrolul 52        | N/A                   |
| 11/09/20 | Farul Constanța  | Mioveni            | Liber de contract     |
| 01/07/20 | CSC1599 Șelimbăr | Farul Constanța    | Liber de contract     |
| 01/08/19 | Petrolul 52      | CSC 1599 Șelimbăr  | Liber de contract     |
| 01/07/17 | Arad             | Petrolul 52        | Liber de contract     |
| 01/07/14 | Național Sebiș   | Arad               | N/A                   |
| 15/01/14 | Arad             | Național Sebiș     | N/A                   |
| 01/07/13 | UTA              | Arad               | Liber de contract     |

## Echipe naționale
| Sezon       | Echipa      | Competiție | Minute jucate | Apariții | În primul 11 | Cartonașe galbene | Cartonașe roșii | Goluri |
| ----------- | ----------- | ---------- | ------------- | -------- | ------------ | ----------------- | --------------- | ------ |
| 2010 France | Romania U19 | CEU        | 540           | 6        | 6            | 1                 | 0               | 0      |
| Total       | Total       | Total      | 540           | 6        | 6            | 1                 | 0               | 0      |